# 조해리의 창

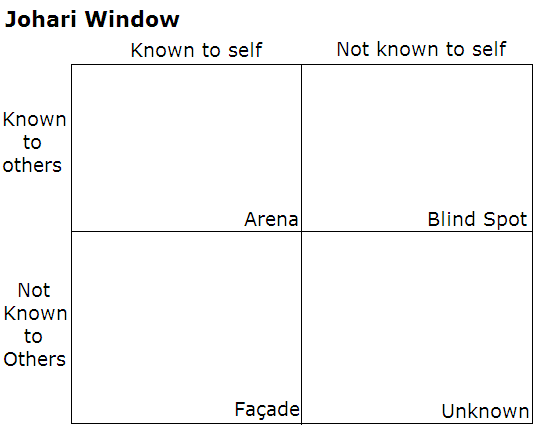
조해리의 창

조해리의 창(Johari window)은 사람들이 자신과 타인과의 관계를 더 잘 이해할 수 있도록 고안된 기법이다. 심리학자 조셉 루프트(Joseph Luft, 1916~2014)와 해링턴 잉햄(Harrington Ingham, 1916~1995)이 1955년에 창안했으며 주로 자조 그룹과 기업 환경에서 경험적 연습으로 사용된다. 루프트와 잉햄은 이들의 이름을 조합하여 모델 이름을 "조해리"로 명명했다.

## 조해리 형용사
참가자는 조해리의 창에서 가능한 설명으로 이와 같은 형용사를 사용할 수 있다.
- 할 수 있는
- 수락하는
- 적응할 수 있는
- 대담한
- 용감한
- 침착한
- 배려심이 있는
- 쾌활한
- 영리한
- 복잡한
- 자신감 있는
- 신뢰할 수 있는
- 위엄 있는
- 공감적인
- 에너지가 넘치는
- 외향적인
- 친숙한
- 주는
- 행복한
- 도움이 되는
- 이상주의적
- 독립적인
- 영리한
- 지능적인
- 내향적인
- 친절한
- 지식이 풍부한
- 논리적인
- 사랑하는
- 성숙한
- 보통의
- 불안한
- 관찰적인
- 조직적인
- 인내심 있는
- 강한
- 자랑스러운
- 조용한
- 반성적인
- 편안한
- 종교적인
- 반응적인
- 탐구적인
- 자기주장적인
- 자기의식적인
- 현명한
- 감상적
- 수줍은
- 바보 같은
- 똑똑한
- 자발적인
- 동정어린
- 긴장된
- 신뢰할 수 있는
- 따뜻한
- 지혜로운
- 재치 있는

## 같이 보기
- 자기주장훈련
- 그림자 (심리학)
- 알려지지 않은 미지의 것들이 있다